# Georg Ulrich Handke
Georg Ulrich Handke (Hanau, 1894. április 22. – Kelet-Berlin, 1962. szeptember 7.) német politikus és diplomata.
1958-ban bekerült a Német Szocialista Egységpárt, az NDK állampártja Központi Bizottságának 111 tagja közé. Korábban miniszter, majd nagykövet volt.